# Dig Dug
Dig Dug (ディグダグ, Hepburn: Digu Dagu) este un joc video creat în 1982 de către firma Namco, distribuit de Atari Inc. în America De Nord și Europa, programat de Shouichi Fukatani.

## Joc
Jocul conține personajul principal Dig Dug armat cu o pompă, săpând printr-o groapă mare. În același timp, întâmpină și monștri roșii (Pooka) și verzi (Fygar) care îi poate distruge folosind pompa ca să-i umfle până când moare sau să sapi deasupra unei pietre când monstrul este la momentul potrivit.
Stagiile mai avansate au culori diferite a pământului din groapă, iar monștrii se mișcă mult mai repede. Jocul este jucabil până la runda 154, unde se ajunge la un fel de kill screen unde monștrii nu se mișcă. Asta continuă până la infinit.

## Lansare
Jocul a fost portat și pe Atari, dar într-o versiune 8-bit. Multe reviste din anii 1980 ca Blip Magazine au dat recenzii bune jocului.
S-a lansat și o continuare numită Dig Dug II în 1984.